# 1959 a sportban
1959 főbb sporteseményei a következők voltak:
- május 29. – Egyiptom válogatottja hazai pályán megvédi bajnoki címét az Afrikai nemzetek kupáján. Ez Egyiptom második bajnoki címe.
- Jack Brabham nyeri a Formula–1-es világbajnokságot a Cooper csapattal.

## Születések
- január 10. – Maurizio Sarri, olasz labdarúgóedző
- január 11. – Thierry Tassin, belga autóversenyző, NASCAR-pilóta
- január 15. – Pálinkás László, paralimpiai és para-világbajnok úszó, vízilabdázó, úszóedző, általános iskolai matematikatanár
- január 20.
  - Acácio Cordeiro Barreto, Copa América-győztes brazil válogatott labdarúgókapus, edző
  - Jan De Brandt, belga röplabdázó, edző
- január 26. – Erwin Vandenbergh, aranycipős, belga válogatott labdarúgó
- január 28. – Patrizio Oliva, olasz ökölvívó
- február 2. – Hubertus von Hohenlohe, német főnemesi családból származó mexikói alpesisíző
- február 9. – Joachim Kunz, olimpiai bajnok német súlyemelő
- február 13. – Benur Pasaján, világ- és Európa-bajnok szovjet-örmény birkózó, sportvezető († 2019)
- február 15. – Rafael Amador, mexikói válogatott labdarúgó, hátvéd († 2018)
- február 16. – John McEnroe, amerikai teniszező
- február 18. – Uladzimir Lapicki, szovjet színekben világbajnok, olimpiai ezüstérmes belarusz tőrvívó
- február 21. – Kállai Gábor, sakkozó, nemzetközi nagymester
- február 24.
  - Nils Johan Semb, norvég labdarúgó, szövetségi kapitány
  - Wolfgang Patzke, nyugatnémet olimpiai válogatott német labdarúgó, középpályás († 2016)
- március 1. – Niki Stajković, Európa-bajnoki ezüst- és bronzérmes osztrák műugró († 2017)
- március 7. – Luciano Spalletti, olasz labdarúgó és edző
- március 17. – Valerij Nyikolajevics Glusakov, szovjet-orosz labdarúgó, edző († 2017)
- március 19. – Alekszandr Petrovics Geraszimov, olimpiai és U20-as világbajnok szovjet válogatott orosz jégkorongozó († 2020)
- április 1. – Helmut Duckadam, bánsági sváb származású román labdarúgókapus  († 2024)
- április 2. – Imai Maszataka, japán labdarúgó
- április 4. – Senaka Angulugaha, Sri Lankai krikettjátékos († 2020)
- április 6. – Goran Sukno, olimpiai bajnok és Európa-bajnoki ezüstérmes horvát válogatott vízilabdázó
- április 20. – Borisz Boriszovics Kokorev, olimpiai bajnok orosz sportlövő († 2018)
- április 29. – Dajka László, labdarúgó, edző
- május 3. – Carlos De León, cirkálósúlyú világbajnok puerto ricói ökölvívó († 2020)
- június 2. – John Gibson, kanadai jégkorongozó († 2020)
- június 9. – Cristóvão Borges, brazil válogatott középpályás, edző
- június 10. – Philippe Médard, olimpiai bronzérmes francia kézilabdázó († 2017)
- június 22. – Daniel Xuereb, olimpiai bajnok és világbajnoki bronzérmes francia labdarúgó, csatár, edző
- július 1. – Csong Hevon, Ázsia-bajnoki ezüstérmes dél-koreai válogatott labdarúgó, csatár, edző († 2020)
- augusztus 13. – Thomas Ravelli, svéd labdarúgó
- augusztus 23. – Juan Barbas, argentin válogatott labdarúgó
- szeptember 17. – René Marsiglia, francia labdarúgó, hátvéd, edző († 2016)
- október 18. – Ernesto Canto, olimpiai és világbajnok mexikói atléta, gyalogló († 2020)
- október 30. – Glenn Hysén, svéd válogatott labdarúgó, edző
- november 22.
  - John Kennedy, ausztrál ausztrál futball-játékos
  - Marek Ostrowski, lengyel válogatott labdarúgó, hátvéd († 2017)
- december 10. – Christophe Auguin, francia tengerész, szólóvitorlázó. Ő az egyetlen versenyző, aki megnyert három földkerülő szólóvitorlás versenyt
- december 15. – José Roberto Figueroa, hondurasi válogatott labdarúgó († 2020)
- december 19. – Michael Tönnies, német labdarúgó, csatár († 2017)
- december 24. – Angelo Scuri, olimpiai és világbajnok olasz tőrvívó

## Halálozások
- ? – Eusebio Díaz, paraguayi válogatott labdarúgó (* 1901)
- ? – Thorleif Petersen, olimpiai bajnok norvég tornász (* 1884)
- ? – Elena Săcălici, olimpiai és világbajnoki bronzérmes román szertornász (* 1935)
- január 22. – Mike Hawthorn, angol autóversenyző (* 1929)
- február 12. – Dode Paskert, amerikai baseballjátékos (* 1881)
- február 15. – Madarász Margit, magyar teniszező (* 1884)
- február 22. – Francis Pélissier, francia országúti-kerékpáros (* 1894)
- február 24. – Stanley Shoveller, olimpiai bajnok brit gyeplabdázó, első világháborús katona tiszt, százados (* 1881)
- március 29. – W. G. Richardson, angol válogatott labdarúgó (* 1909)
- május 17. – Jerry Unser Jr., amerikai autóversenyző (* 1932)
- május 31. – John Patrick, kétszeres olimpiai bajnok amerikai rögbijátékos és üzletember (* 1898)
- június 18. – Rolf Lie, olimpiai bajnok norvég tornász (* 1889)
- június 28. – Christian Svendsen, olimpiai bronzérmes dán tornász († 1890)
- június 29. – Frans Fast, svéd olimpikon, kötélhúzó (* 1885)
- július 19. – Schlosser Imre, labdarúgó (* 1889)
- július 21. – Nils Granfelt, olimpiai bajnok svéd tornász (* 1887)
- július 25. – Buck O’Brien, World Series bajnok amerikai baseballjátékos (* 1882)
- augusztus 26. – Wolfgang Nonn, olimpiai bronzérmes német gyeplabdázó (* 1935)
- szeptember 17. – Alex Young, skót válogatott labdarúgó (* 1880)
- szeptember 21. – Tilly Walker, World Series bajnok amerikai baseballjátékos (* 1887)
- szeptember 28. – Rudolf Caracciola, német autóversenyző (* 1901)
- szeptember 28. – Vincent Richards, olimpiai bajnok amerikai teniszező (* 1903)
- október 18. – Charles Bugbee, olimpiai bajnok brit vizilabdázó, rendőr (* 1887)
- október 20. – Johannes Hansen, olimpiai ezüstérmes dán tornász (* 1882)
- november 4. – Lefty Williams, World Series bajnok amerikai baseballjátékos (* 1893)
- november 30. – Jack Scott, World Series bajnok amerikai baseballjátékos (* 1892)
- december 8. – Iivari Kyykoski, olimpiai bronzérmes finn tornász (* 1881)
- december 11. – Gustaf Johnsson, olimpiai bajnok svéd tornász (* 1890)
- december 15. előtt – Blazsek Ferenc, magyar válogatott labdarúgó, csatár, jobbszélső (* 1884)
- december 21. – Arvi Pohjanpää, olimpiai bronzérmes finn tornász (* 1887)
- december 30. – Lew Whistler, amerikai baseballjátékos (* 1868)